# 西山十二真君
西山十二真君，是東晉淨明道祖師許遜領導下的道教西山教團的十二位核心成員，主要有兩種說法：
- 一為不包括許遜在內者有十二位，如《孝道吳許二真君傳》記載：“（許遜）唯與十二真君更相勉勵，內修不二之法、神仙之術。”但並未提到誰是許遜以外的第十二位；
- 另一種說法是包括許遜在內者有十二位，即許遜、吳猛、時荷、甘戰，周廣、陳勳、曾亨、盱烈、施岑、彭抗、黃仁覽、鍾離嘉等十二位。